# 모트 절연체
모트 절연체(영어: Mott Insulator)는 기존의 띠 이론에 따르면 전기가 흐르는 도체여야 하나 실제로 측정해보면 특히 저온에서 절연체가 되는 물질의 한 종류이다. 띠 이론에서 고려하지 않는 전자-전자간 상호작용에 의한 현상이다.
띠 이론에 의하면 부분적으로 차 있는 띠에 속한 전자는 인접 원자로 비교적 자유롭게 이동하며 전도 전자(conduction electron)가 된다. 하지만 이동하려는 대상 원자에 이미 전자가 하나 있고 두 전자 사이의 쿨롱 척력에 의한 에너지 장벽이 전도 전자의 운동 에너지보다 크면 전자가 인접 원자로 움직일 수 없다. 전도띠의 절반이 차 있어서 모든 원자에 전도 전자가 하나씩 있고 전자간 척력 에너지가 충분히 큰 물질의 경우 어느 전자도 이동하지 못하는 부도체 상태가 되며 이를 모트 절연체라 한다.
전하 전달 절연체(charge-transfer insulator)는 산화니켈(II)(NiO)에서 니켈의 3d 띠와 산소의 2p 띠 사이의 틈처럼 양이온과 음이온 사이에 띠틈이 존재하는 반면 모트 절연체의 띠틈은 특성이 동일한 띠 사이에, 가령 3d 특성을 갖는 두 띠 사이에 존재한다.

## 응용
외부에서 전압을 가하면 모트 절연체를 도체로 만들 수 있다. 이같은 모트 전이를 활용하여 장효과 트랜지스터나 스위치 혹은 기억 소자등을 기존의 방법에 비해 더 작게 만들 수 있다.

## 같이 보기
- 밀접 결합 근사
- 띠구조